# チャールズ・ジョンソン (バスケットボール)
チャールズ・ジョンソン（Charles Johnson、1961年12月19日 - ）は、アメリカ合衆国テキサス州出身の元プロバスケットボール選手・指導者である。愛称は「CJ」。現役時代のポジションはパワーフォワード。201cm。

## 来歴
ミッドランド高校、テキサス工科大学ではともに主将を務める。
卒業後、プロショーバスケットボールチーム「シューティング・スターズ」で2年プレイ後、メキシコプロバスケットボールリーグ「Tarascos」に入団、オールスターゲームでMVP受賞。
1989年に来日し、マツダオート東京ブロンコスに入団。1992年オールジャパン初出場準優勝に導く。1994-1995シーズンにはリーグ得点王となる。
アンフィニ東京ブロンコスのラストシーズンに一度退団し帰国するが、1996年、市民クラブとなった所沢ブロンコスに復帰。
日本リーグへの昇格に貢献。個人タイトルも多数獲得する。
2002-2003シーズンの初優勝を置き土産に現役を引退し帰国する。
2005年、埼玉ブロンコスのヘッドコーチに就任。ところが、デービッド・ベンワーが故障によりアシスタントコーチ登録となったため2006年2月にプレイイングコーチとなり現役復帰。しかし、チームは最下位に終わりコーチを辞任し退団。
その後、元ブロンコス監督の澤田司が代表を務める茨城ロングホーンのシニアコーチに就任。
2009年、富山グラウジーズヘッドコーチに就任。しかし成績不振のため1シーズンで退任。
現在はGANBAX・BS B.B School のコーチをつとめる。
WKBL・釜山BNKサムに所属する中澤梨南は娘である。